# Thủ tướng Nepal
Thủ tướng Nepal (ISO : Nēpālakō pradhānamantrī) là người đứng đầu chính phủ của Nepal. Thủ tướng lãnh đạo Hội đồng Bộ trưởng và thực hiện quyền hành pháp. Thủ tướng do tổng thống bổ nhiệm và phải duy trì sự tín nhiệm của Viện Dân biểu.
Nơi ở chính thức của thủ tướng ở Baluwatar, Kathmandu. Trụ sở Văn phòng Thủ tướng là Cung điện Sư tử kể từ nhiệm kỳ của Chandra Shamsher Jung Bahadur Rana.
Thủ tướng đương nhiệm là K. P. Sharma Oli thuộc Đảng Cộng sản Nepal (Liên hiệp Marx-Lenin), nhậm chức từ ngày 15 tháng 7 năm 2024.

## Lịch sử
Dưới triều đại Shah vào thế kỷ 18, chức vụ thủ tướng trở nên nổi bật hơn. Thủ tướng thường là các quý tộc quyền lực, cận thần hoàng gia và nắm giữ quyền điều hành triều chính, quân sự. Vào triều đại Rana, chức vụ thủ tướng trở thành một chức vụ thế tập của hoàng tộc Rana và nắm giữ quyền lực tối cao, trong khi quốc vương trở thành một bù nhìn.
Từ khi thể chế dân chủ đại nghị được thiết lập tại Nepal vào năm 1951, chức vụ thủ tướng là tâm điểm của nền chính trị Nepal qua các thời kỳ quân chủ lập hiến, dân chủ đa đảng, bất ổn chính trị và việc phế bỏ chế độ quân chủ vào năm 2008.
Sau khi Cộng hòa Dân chủ Liên bang Nepal được thành lập, thủ tướng hiện là người đứng đầu chính phủ của Nepal, có nhiệm vu điều hành chính phủ, hoạch định chính sách.

## Nhiệm vụ và quyền hạn
Thủ tướng là người đứng đầu chính phủ và là chủ tịch Hội đồng Bộ trưởng. Điều 75 Hiến pháp Nepal quy định Hội đồng Bộ trưởng thực hiện quyền hành pháp, nên thủ tướng trên danh nghĩa và trên thực tế nắm quyền hành pháp.

## Bổ nhiệm
Điều 76 Hiến pháp Nepal quy định tổng thống bổ nhiệm lãnh đạo của đảng chiếm đa số trong Viện Dân biểu làm thủ tướng. Trong trường hợp không có đảng nào chiếm đa số thì tổng thống bổ nhiệm thành viên Viện Dân biểu thuộc liên minh đa đảng chiếm đa số trong Viện Dân biểu. Trong trường hợp không có liên minh đa đảng được thiết lập chậm nhất là 30 ngày sau khi cuộc bầu cử Viện Dân biểu thì tổng thống bổ nhiệm lãnh đạo của đảng lớn nhất làm thủ tướng. Người được bổ nhiệm phải lấy phiếu tín nhiệm của Viện Dân biểu trong vòng 30 ngày. Trong trường hợp Viện Dân biểu bỏ phiếu bất tín nhiệm thì tổng thống bổ nhiệm thành viên Viện Dân biểu khác. Trong trường hợp không có người nào giành được sự tín nhiệm của Viện Dân biểu chậm nhất là 55 ngày sau cuộc bầu cử Viện Dân biểu thì phải tổ chức bầu cử mới trong vòng 6 tháng.

## Khuyết chức vụ
Nhiệm kỳ của thủ tướng chấm dứt trong những trường hợp sau đây:
1. Thủ tướng đệ đơn từ chức lên tổng thống;
2. Viện Dân biểu bỏ phiếu bất tín nhiệm đối với thủ tướng;
3. Thủ tướng mất tư cách thành viên Viện Dân biểu;
4. Thủ tướng qua đời.

Trong trường hợp khuyết thủ tướng thì Hội đồng Bộ trưởng tiếp tục làm nhiệm vụ cho đến khi Hội đồng Bộ trưởng mới được thành lập. Trong trường hợp thủ tướng qua đời thì bộ trưởng cấp cao nhất giữ quyền thủ tướng cho đến khi thủ tướng mới được bổ nhiệm.